# Wyżyna Erytrejska

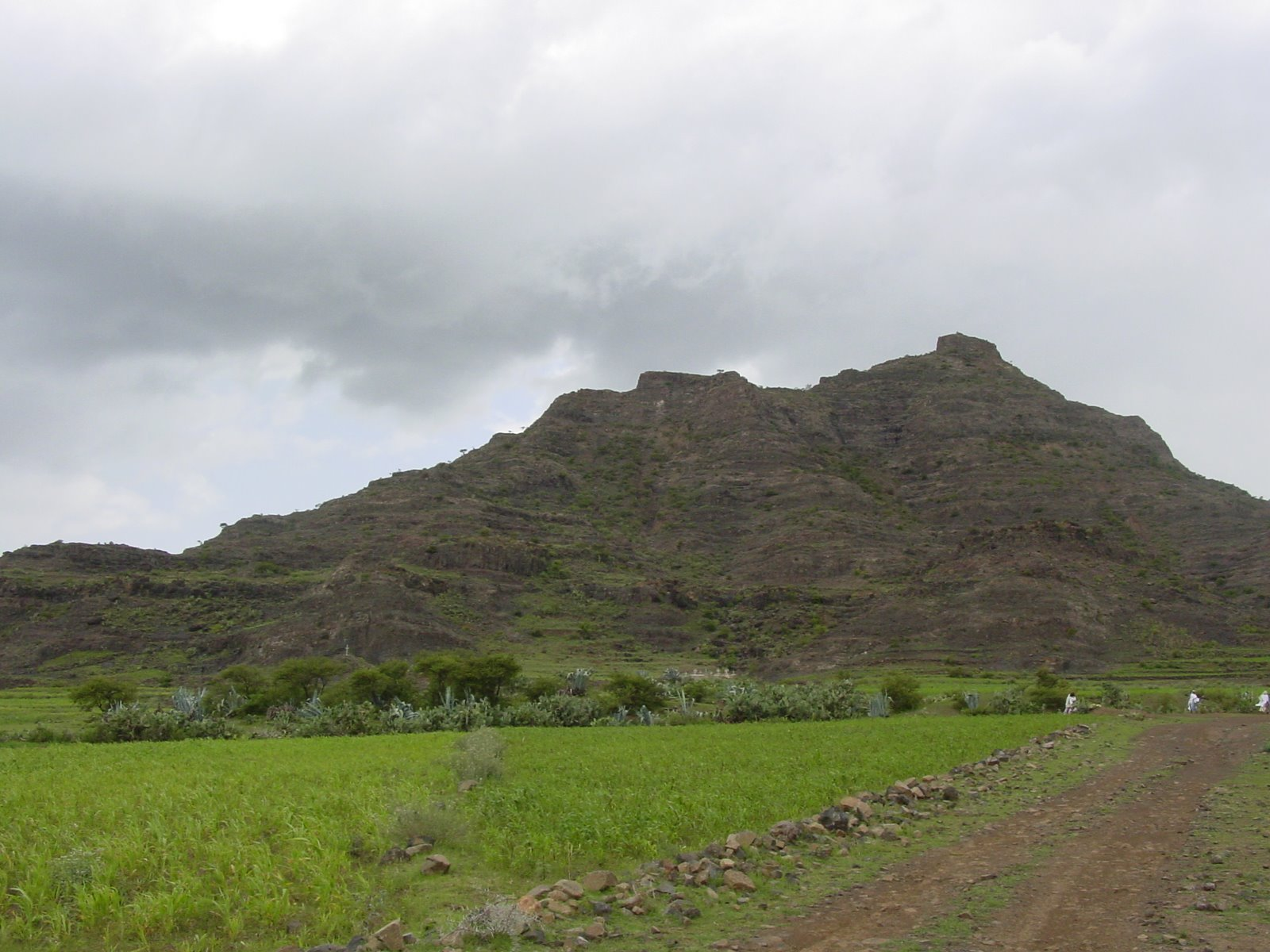
Krajobraz Wyżyny Erytrejskiej

Wyżyna Erytrejska (tigrinia: ደጋ) - wyżyna w Erytrei, przechodząca na południu w Wyżynę Abisyńską. Na jej obszarze wznosi się najwyższy szczyt Erytrei - Soira (3018 m n.p.m.). Wyżyna przecięta jest kilkoma niewielkimi rzekami wpadającymi do Morza Czerwonego, a także dolinami rzek Gasz, Takaze, Anseba Szet i Baraka płynących w kierunku Sudanu i dorzecza Nilu. 
W okresie kolonializmu włoskiego doszło do znacznego wylesienia obszarów wyżyny, obecnie lasy zajmują już tylko ok. 1% jej powierzchni. Współcześnie są to tereny wykorzystywane rolniczo, m.in. pod uprawę kawy.